# Dorfkirche Leeskow

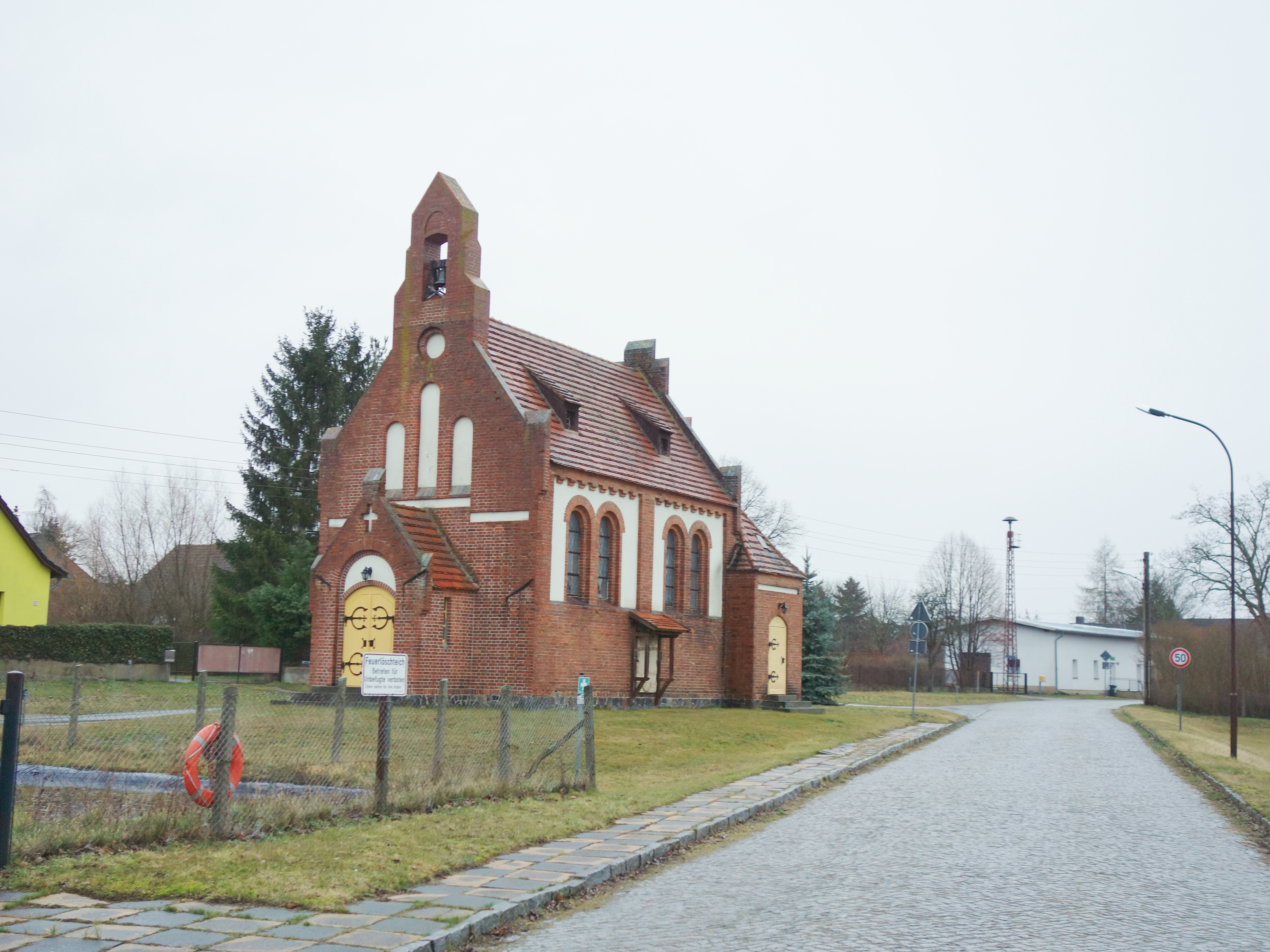
Westsüdwestseite an der Landesstraße 452

Die Dorfkirche Leeskow ist eine neoromanische Saalkirche im Ortsteil Leeskow der Gemeinde Jamlitz im Landkreis Dahme-Spreewald. Sie wurde 1905 anstelle eines Vorgängerbaus aus dem 17. Jahrhundert errichtet. An der Ostseite befindet sich ein Rechteckchor mit Fensterrosette.
Die Kirche hat keinen Turm, sondern verfügt über einen Glockengiebel.

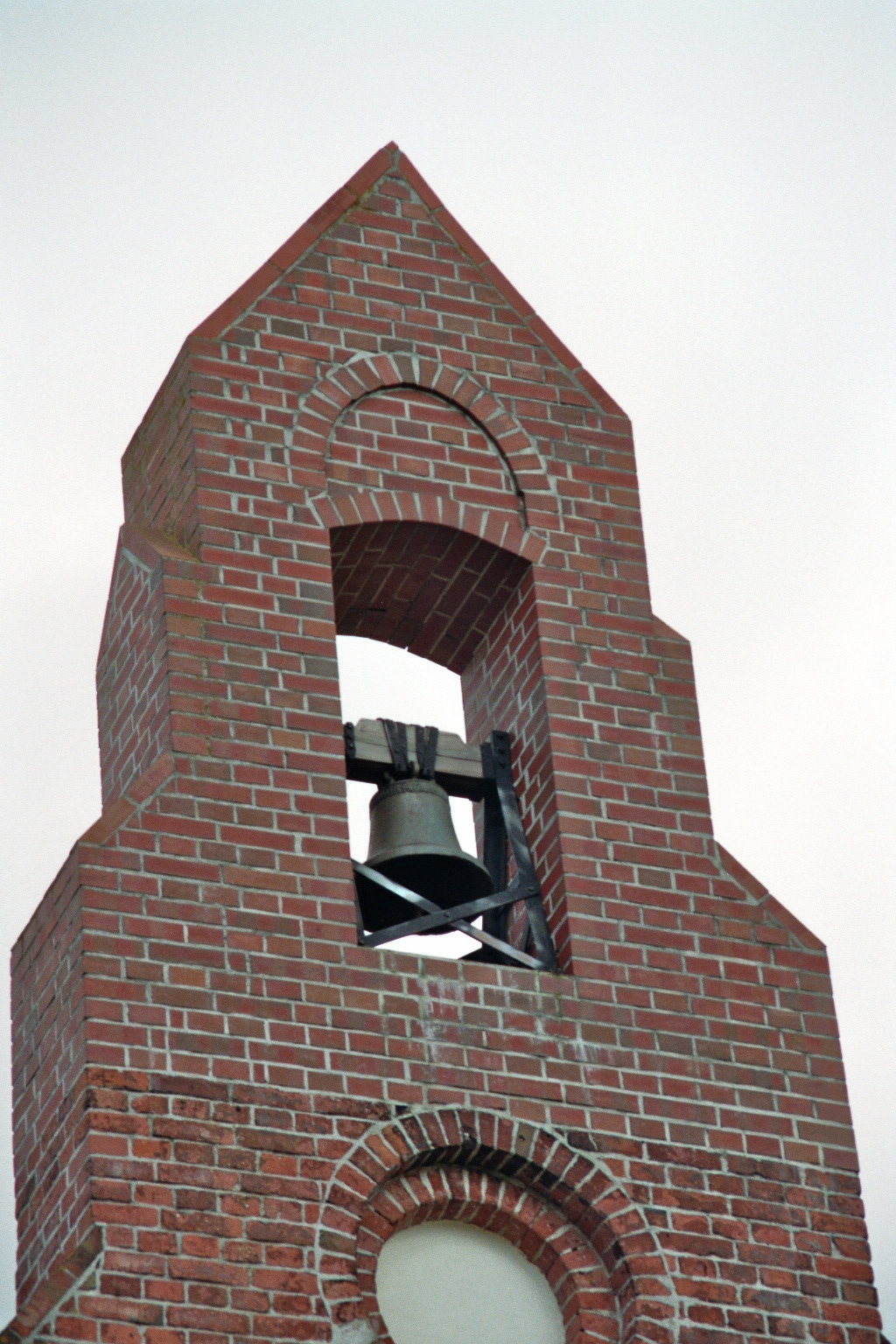
Glockengiebel

Sie gehört zur Kirchengemeinde Lieberose und Land im Kirchenkreis Oderland-Spree der Evangelischen Kirche Berlin-Brandenburg-schlesische Oberlausitz.